# Pan Pan (Badminton)
Pan Pan (chinesisch 潘攀, * 27. April 1986 in Shijiazhuang) ist eine chinesische Badmintonspielerin.

## Karriere
Pan Pan verzeichnet bisher als ihren größten Erfolg den Gewinn der Goldmedaille bei der Asienmeisterschaft 2010 mit Tian Qing im Damendoppel. Bei der Universiade 2007 hatten beide gemeinsam schon Silber gewonnen. Bereits 2006 war Pan Pan  mit Feng Chen Welthochschulmeisterin geworden. Bei der All England Super Series 2009 standen Pan Pan und  Tian Qing im Viertelfinale, 2010 im Halbfinale. Bei den German Open 2009 unterlagen sie erst im Finale. Mit Zhang Yawen siegte sie im gleichen Jahr bei den Denmark Open. Beim Uber Cup 2010 gewann sie Team-Silber.

## Sportliche Erfolge
| Saison | Veranstaltung              | Disziplin   | Platz | Name                    |
| ------ | -------------------------- | ----------- | ----- | ----------------------- |
| 2004   | Junioren-Weltmeisterschaft | Damendoppel | 2     | Pan Pan / Feng Chen     |
| 2006   | Welthochschulmeisterschaft | Damendoppel | 1     | Pan Pan / Feng Chen     |
| 2007   | China Open                 | Damendoppel | 3     | Pan Pan / Tian Qing     |
| 2007   | Universiade                | Damendoppel | 2     | Pan Pan / Tian Qing     |
| 2009   | Singapur Open              | Damendoppel | 5     | Pan Pan / Tian Qing     |
| 2009   | Denmark Open               | Damendoppel | 1     | Zhang Yawen / Tian Qing |
| 2009   | German Open                | Damendoppel | 2     | Pan Pan / Tian Qing     |
| 2009   | All England                | Damendoppel | 5     | Pan Pan / Tian Qing     |
| 2010   | Swiss Open                 | Damendoppel | 5     | Pan Pan / Du Jing       |
| 2010   | All England                | Damendoppel | 3     | Pan Pan / Tian Qing     |
| 2010   | Asienmeisterschaft         | Damendoppel | 1     | Pan Pan / Tian Qing     |
| 2010   | Uber Cup                   | Team        | 2     | China                   |